# Martinus' lære om den fysiske verden
Ifølge den danske mystiker og åndelige lærer Martinus Thomsen (1890-1981), kaldt ”Martinus”, er hans lære ikke en tro, men en videnskab. Han kalder den åndsvidenskab. Martinus` lære om den fysiske verden er således en lære om, hvordan den fysiske verden tager sig ud fra et åndsvidenskabeligt synspunkt.

## Naturvidenskab og åndsvidenskab
Naturvidenskaben, som kendes fra fag som fysik og biologi, er kendetegnet ved, at den har bestemte erkendelsesmidler: 1) de fem sanser, 2) objektive måleredskaber (instrumenter, apparater, teleskoper, mikroskoper, mm.) og 3) logikken.
Naturvidenskabsfolk arbejder ud fra en metodisk materialisme. Det vil sige: De prøver at finde materielle (fysiske) årsager til det, der sker. De inddrager hverken Gud eller en åndelig verden i en videnskabelig forklaring. Naturvidenskaben bestræber sig på at være objektiv, så det meste naturvidenskab tager afsæt i at fremsætte og efterprøve hypoteser gennem falsifikation. Man forsøger ikke at bevise hypoteser. Tværtimod forsøger man at opstille forsøg, der kan falsificere (modbevise) dem. Alle naturvidenskabsfolk skal i princippet kunne efterprøve hypoteserne. For eksempel kan alle i princippet efterprøve hypotesen ”Vand koger, når det bliver opvarmet til 100 graders Celsius ved 1 atmosfæres tryk”. Derimod kan alle ikke efterprøve hypotesen ”Der findes en Gud, som har skabt universet.” Det er ikke muligt at opstille forsøg, der - med naturvidenskabens erkendelsesmidler - kan falsificere hypotesen om, at en sådan Gud eksisterer.
Åndsvidenskaben har, udover naturvidenskabens erkendelsesmidler, intuitionen, som er en åndelig sans. Åndvidenskaben afviser ikke naturvidenskaben og dens resultater. Den siger blot, at naturvidenskaben er begrænset i kraft af sine erkendelsesmidler. Fordi naturvidenskaben ikke bruger intuitionen, kan den ikke se den åndelige verden, og den kan derfor ikke se den åndelige baggrund for den fysiske verden.
Med ”intuition” mener Martinus altså en særlig evne til at ”se” den åndelige verden, der ligger inden i den fysiske verden. Martinus siger, at han har fået en særlig høj grad af intuition. Hele den åndelige verden er permanent indlemmet i hans bevidsthed, siger han.
Moderne naturvidenskab bygger på i sin metode på materialismen, som er den filosofiske opfattelse, at der kun findes materie eller stof. En anden sag er, at mange videnskabsfolk egentlig ikke er materialister. Martinus karakteriserer – som så mange andre – naturvidenskaben som noget, der beskæftiger sig med ”materie” (fysisk stof). Den bygger på fysisk sansning (sanserne og naturvidenskabens instrumenter (teleskoper, mikroskoper, mm.)). Naturvidenskaben beskæftiger sig med det, der kan måles og vejes, siger han. Den udtrykker sine målinger i tal, for eksempel i forbindelse med enheder som kilo, liter og meter. Martinus fremhæver således den centrale betydning, som matematikken spiller i naturvidenskaben.
Han understreger dog, at naturvidenskaben (”den materialistiske videnskab”) har store begrænsninger. Den kan ikke udtale sig om en række af livets evige realiteter, som ikke kan kvantificeres, dvs, udtrykkes i tal. Den kan ikke udtale sig om den åndelige side af tilværelsen. Den kan for eksempel ikke hjælpe et menneske ud af dødsfrygt eller en ubehagelig skæbne. Den kan heller ikke føre et menneske til Gud. For Gud er ånd, ikke materie.
"Al religiøs indstilling eller tro på en guddom, troen på et evigt liv, troen på reinkarnation og karma er … for den materialistiske forsker umuligt at opfatte som realiteter. Han har ingen instrumenter eller metoder, ved hvilke han kan undersøge, måle og veje disse foreteelser.”
(Martinus: Livets bog 5, stk. 1617)
På den anden side ser Martinus naturvidenskaben som et skridt på vejen frem mod den omfattende videnskab, som åndsvidenskaben udgør. Den er en begyndende viden om verdensaltet og tilværelsen. Den er ”den friske søluft i nærheden af havet”. (Livets bog 1, stk. 180)
Naturvidenskaben er en åndelig sansemåde i svøb, siger Martinus. Den befinder sig dog ikke på intuitionens, men på intelligensens plan. Den bygger på menneskets evne til at tænke logisk og forstå sammenhængen mellem årsager og deres virkninger.

## Tid og rum
Martinus skelner mellem ”det evige” og ”det skabte”. Det evige er det, der er hævet over tid og rum. Det har ikke nogen bestemt varighed i tid, og det har ikke nogen bestemt udstrækning i rum. Det kan derfor ikke sanses med de almindelige fysiske sanser, som er bundet til tid og rum. Det evige kan kun sanses med den åndelige sans, intuitionen.
”Denne åndelige tilværelse opleves … under en helt anden tilstand eller sansedimension end den fysiske … Der, hvor tiden og rummet hører op, der hører også den fysiske sansning op.”
(Livets bog 1, stk. 136-37)
Martinus beskriver det evige som skabende, dirigerende og oplevende. Det ligger bagved og er ophavet til det skabte, herunder den fysiske verden.
Den fysiske verden er kendetegnet ved at være en verden i tid og rum. En fysisk genstand bevæger sig i tid (som måles i sekunder) og i rum (som måles i meter). En genstand i den fysiske verden kan måles præcist på forskellige måder. Genstandens egenskaber udtrykkes ved hjælp af tal (for eksempel "3 kilo" eller "7000 joule")
Den åndelige verden er derimod en virkelighedssfære uden for tid og rum, fremhæver Martinus. I den åndelige verden er alt et evigt ”nu” og ”her”. Der er ingen bevægelser, og der er ingen steder. Men der er tilstande (for eksempel glæde eller fred).

## Energi og stof
Martinus siger, at alt i den fysiske verden er energi:
”Alt, hvad vi kommer i berøring med, alt, hvad vi er i stand til at sanse, det være sig lyd, farve eller lys, eller i korthed alt, hvad der tilsammen udgør vor oplevelse af livet, fremtræder i sin grundanalyse som identisk med ”energi” eller ”bevægelse”. Når vi oplever at se flydende, faste eller luftformige stoffer, når vi oplever at se skønne landskaber med gyldne skyer, blå himmel, have og fastlande, når vi bliver vidne til pragtfulde bygningsværker, arkitektur og kunst, … vil det altså i virkeligheden sige det samme som, at vi kun oplever en masse forskelligartede former for bevægelse eller vibration.”
(Martinus: Livets bog 1, stk. 253)
Der findes ikke blot fysisk energi, men også åndelig energi, siger Martinus. Den åndelige energi viser sig i fænomener som begær, vilje, sorg og glæde. Denne energi er uden for det jordiske menneskes sanseområde. Man kan ikke opfatte den ved hjælp af de fem fysiske sanser. Men den åndvidenskabelige forsker (Martinus) kan ved hjælp af sin intuition ”se” energien som noget levende og besjælet.
Energiformerne befinder sig på en skala fra de ”tætteste” grader af energi til de mest ”fortyndede” grader. Martinus taler også om ”grove” og ”fine” former for energi. Det fysiske stof er de tætte former for energi, mens det åndelige er de tynde former for energi. Det fysiske stof har forskellige ”grader i fasthed og luftformighed mellem de to yderpunkter ’sten’ og ’ånd’.” (Livets bog 5, stk. 1677).
Samtidig siger Martinus, at den såkaldte fysiske energi i virkeligheden er et åndeligt fænomen. Det materielle stof er en virkning af eller et produkt af noget åndeligt Den materialistiske videnskab ser kun energiens yderside: dens virkning i form af arbejde. Det kan for eksempel være vandmøllens arbejde med at male korn. Eller det kan være kroppens arbejde med at løfte en sæk kartofler. Ifølge naturvidenskaben skal energi kunne måles, hvilket vil sige, at den skal udtrykkes i et tal (f.eks. ”30 millioner joule”). Derved bliver energi et ”generalprincip”, som Martinus udtrykker det.
Energi som generalprincip viser sig i, at naturvidenskaben udtrykker alle former for energi i én og samme enhed, nemlig joule. Man beskriver den usynlige energi ud fra den synlige virkning: arbejde. Det kan for eksempel dreje sig om den energi, der findes i det strømmende vand, og som giver sig udslag i vandmøllens arbejde med at male korn. Det kan også dreje sig om den energi, der findes i menneskekroppen, og som giver sig udslag i kroppens arbejde med at løfte en sæk kartofler. Derfor måler naturvidenskaben arbejde i den samme enhed, som den måler energi i, nemlig joule.
Men ifølge Martinus er denne beskrivelse af energi alt for begrænset. Energi er nemlig ikke noget fysisk, siger han. Den er dybest set noget åndeligt.
Dybest set er den fysiske energi et udtryk for ”X2” - som er Guds skaberevne, der sætter de fysiske processer i gang og vedligeholder dem (se artiklen Martinus). Energi er er en levende og besjælet skaberevne med tilknytning til en tilsvarende levende skaber. Den materielle verden er processer i den guddommelige skaberevne. Energi er noget åndeligt, der evigt tjener som årsag til det stoflige.
Den fysiske verden og den åndelige verden er meget forskellige, og der gælder forskellige love i de to verdener. Men de er på den anden side ikke helt adskilt fra hinanden, siger Martinus. Den åndelige verden indeholder de usynlige årsager til den fysiske verden og processerne i den. Den fysiske verden er indlejret i eller indvævet i den åndelige verden. Den åndelige verden forbinder sig med den fysiske verden efter et ”bølgelængdeprincip”, dvs. via energi.

## Ånd og liv
Selv om Martinus understreger sammenhængen mellem det fysiske og det åndelige, understreger han i andre sammenhænge forskellen mellem dem. Det uorganiske stof i naturen omtaler han som ”livløst” og ”bevidstløst”. Det organiske stof i f.eks. menneskekroppen ser han derimod som et stof, der er gennemtrængt af ”liv” og ”ånd”, dvs. gennemtrængt af tanker, vilje, viden og følelse.
Det enkelte menneskes ånd gennemstrømmer dets organisme som en usynlig kraft. Det er ånden, der gør organismen levende. Den er styrende og organiserende, og den holder med sit bevidsthedsfelt alle atomer og elektroner på deres rette plads i organismen.
Hjernen og nervesystemet spiller en særlig rolle, siger Martinus. Nerverne er ”ledninger” for den åndelige energi (tankeenergier). Gennem nerverne kan mennesket sanse omverdenen, og det kan registrere behag og ubehag, velvære og smerte. Det uorganiske stof har ingen nerver, og derfor kan det ikke reagere på omverdenen og registrere velvære eller smerte. Forskellen mellem ånd og uorganisk stof er, at ånd (bevidsthed) kan opleve, mens uorganisk stof – f.eks. en sten - ikke kan opleve. Oplevelse er det, der skaber bevidsthed.
I takt med, at et menneske gennemgår en åndelig udvikling gennem flere liv, bliver dets nervesystem forfinet, således at det kan formidle finere åndelige energier, siger Martinus. Dermed kan mennesket opleve finere energier.
Når et menneske dør, forlader dets ånd organismen, der bliver efterladt som et lig. Ånden er ikke længere bundet til en fysisk krop, og den er fri til at opleve den åndelige verden.

## Mikrokosmos, mellemkosmos og makrokosmos
Ifølge Martinus er organismerne i det fysiske univers organiseret i et uendeligt system af mikrokosmos, mellemkosmos og makrokosmos. Hvis vi tager udgangspunkt i menneskets krop, så befinder denne krop sig i mellemkosmos. Kroppens organer befinder sig i mikrokosmos, og planeten Jorden befinder sig i makrokosmos.
På den måde kan man fortsætte med at bevæge sig længere ned i mikrokosmos og længere op i makrokosmos. For eksempel er cellerne mikrokosmos for hjertet, og molekylerne er mikrokosmos for en celle. Tilsvarende er planeten Jorden makrokosmos for et menneske, og solsystemet er makrokosmos for planeten. Man kan i virkeligheden fortsætte uendeligt ned i mikrokosmos og op i makrokosmos, siger Martinus.
Gud er det største væsen, der findes. Men Gud er ikke en fysisk størrelse. Gud er hverken i mikrokosmos, mellemkosmos eller makrokosmos, for denne organisering hører til i det fysiske univers, der befinder sig i tid og rum.
Gud har ikke en bestemt størrelse og kan derfor ikke siges at være så og så stor eller så og så lille, siger Martinus. Vi kan ikke komme til Gud ved at søge efter det største makrokosmiske væsen. Gud er en bestemt tilstand eller en bestemt energi.
Gud er ikke summen af alle organismer, men snarere sammenhængen mellem alle organismer. Ifølge Martinus er alle levende væseners organismer forbundet med hinanden, og de kan ikke eksistere uden hinanden. Et mikrovæsen kan ikke leve uden at være en del af et makrovæsens organisme. Og et makrovæsen kan ikke leve uden at være en del af et endnu større makrovæsens organisme. Og så videre. Der eksisterer altså en sådan omfattende sammenhæng i den fysiske verden, som er skabt af Gud. Gud er den yderste åndelige sammenhæng mellem alt i verdensaltet.

## Værker af Martinus
- Livets Bog, bind 1-7. 1932 – 1961. ISBN 978-87-575-0229-9
- Det Evige Verdensbillede, bind 1-4. 1963 – 1994. ISBN 978-87-575-0238-1
- Logik. 1935. ISBN 978-87-575-0243-5
- Den Intellektualiserede Kristendom 2004 (posthumt udgivet). ISBN 9789187703102